# Sant Vicenç d'Espinelves
Sant Vicenç d'Espinelves és una església romànica d'Espinelves (Osona) inclosa a l'Inventari del Patrimoni Arquitectònic de Catalunya.
L'església de Sant Vicenç és un edifici de dues naus, cadascuna d'elles amb un absis semicircular i cobertes amb una volta de canó, amb una capella lateral, que hi fou afegida més tardanament. El campanar de torre disposa de tres pisos. Les arcuacions cegues dels dos pisos inferiors del campanar, acaben amb caps esculpits i un fris de dents de serra que evidencien que es tracta d'una obra de mitjans o finals del segle xii. Josep Puig i Cadafalch comprar aquest element amb el de Coaner, Sant Andreu de Llanars i Sant Jaume de Viladrover.

## Descripció
Al mig de la població d'Espinelves, a les Guilleries, destaca sobre un promontori l'església de Sant Vicenç. Es tracta d'una construcció de dues naus orientades a llevant capçades per absis semicirculars. Al segle xi és construí la nau principal i un segle més tard s'amplià amb la nau adossada a migdia. Les dues naus són cobertes amb volta de canó i es comuniquen a través d'una gran arcada que mutila l'arc toral de la nau principal. Al costat nord, ja en època gòtica, s'hi afegí una capella de planta quadrada i coberta d'aresta. Els absis presenten decoració d'arcuacions. entre lesenes el central, i una finestra de doble esqueixada a la part central. L'absidiola va ser totalment refeta en la restauració que va servir també per a recuperar la portalada de la primera nau, formada per dos arcs en degradació sobre impostes decorades i arquivoltes de motiu de soga trenada i escacats, que actualment queda a l'interior del temple. L'accés actual també es realitza pel costat de migdia, per una portalada molt similar a la primera. També és formada per arcs en degradació sobre columnes amb capitells decorats.
El porxo de fusta que la precedeix respon a un afegit modern que no s'adiu amb la tipologia de romànic de la contrada. El campanar de planta quadrada pertany a la segona fase constructiva, dins del mateix romànic. És una torre de quatre pisos situada sobre la nau principal al costat de la façana de ponent, on es conserven les arcuacions amb mènsules decorades entre lesenes dibuixant els dos pendents de la teulada. Dos dels pisos del campanar presenten arcuacions amb mènsules esculpides amb caps sota el fris de dents de serra i lesenes cantoneres. El segon pis mostra una obertura d'arc de mig punt, el tercer finestra geminada amb columna i capitell mensuliforme i el superior dues obertures senzilles on s'allotgen les campanes, a cada costat. El conjunt és coronat per una teulada piramidal.
Al Museu Episcopal de Vic es conserva el frontal d'altar conegut com de la Mare de Déu i els sis profetes, provinent d'aquesta església, on es pot contemplar una rèplica.

## Història
Església advocada a Sant Vicenç. El terme i la parròquia són esmentats a la documentació de Sant Llorenç del Munt des del 943.
Gràcies a les reformes iniciades per la Diputació de Girona l'any 1965 i represes el 1972, ha quedat aclarida l'estructura de l'església i les successives reformes que s'exposen a continuació.
Al segle xi es va construir la nau principal, iniciada per la capçalera. A l'acta de consagració del 1187 se'ns dona notícia de la construcció d'una nova nau, absis i campanar, dedicada a l'Apòstol Sant Jaume, realitzada a finals del segle xii i a càrrec del diaca Aranau. Al segle xvi es construí la capella del nord amb nerviacions gòtiques i s'obrí un gran arc que suprimí les antigues arcades i tallà l'arc toral de la nau principal. Quan es construí la nau es traslladà el portal primitiu, columnes, capitells i arquivolta, que ara tornen a estar al portal interior. L'absis de la nau de Sant Jaume al segle xvi fou convertit en una capella rodona que quedà al descobert en les últimes obres de restauració. El portal de migdia del segle xii fou també construït amb elements de l'església anterior i actualment està força deteriorada.
Després de la reforma, l'església ha quedat convertida en un notable exemple d'arquitectura romànica.